# Anthracoidea scirpi
Anthracoidea scirpi är en svampart som först beskrevs av J.G. Kühn, och fick sitt nu gällande namn av Kukkonen 1963. Anthracoidea scirpi ingår i släktet Anthracoidea och familjen Anthracoideaceae.   Inga underarter finns listade i Catalogue of Life.